# Troyes
Troyes [tʀwaⓘ] ist eine Gemeinde mit 62.443 Einwohnern (Stand 1. Januar 2022) im Nordosten Frankreichs und Verwaltungssitz des Départements Aube in der Region Grand Est. Troyes liegt an der Seine.

## Geschichte
Troyes war der Hauptort des Keltenstammes der Tricassen (Tricassii oder Tricasses) und wurde von den Römern Augustobona Tricassium oder Augustomana Tricassiorum genannt (bei Ptolemaeus). Im 4. Jahrhundert wurde die Stadt Bischofssitz (siehe: Bistum Troyes). Westlich von Troyes fand 451 die Schlacht auf den Katalaunischen Feldern zwischen Attila und Aëtius statt.
Im Frühmittelalter waren die Bischöfe von Troyes die Stadtherren. 889 wurde die Stadt von den Normannen zerstört. Im 10. Jahrhundert entwickelte sich Troyes zum Zentrum der Grafschaft Troyes, die im Besitz des Grafenhauses Vermandois war, einer Linie der Karolinger. Die Grafen von Troyes lösten die Bischöfe als Stadtherren ab. Anfang des 12. Jahrhunderts nahmen sie den Titel Graf von Champagne an.

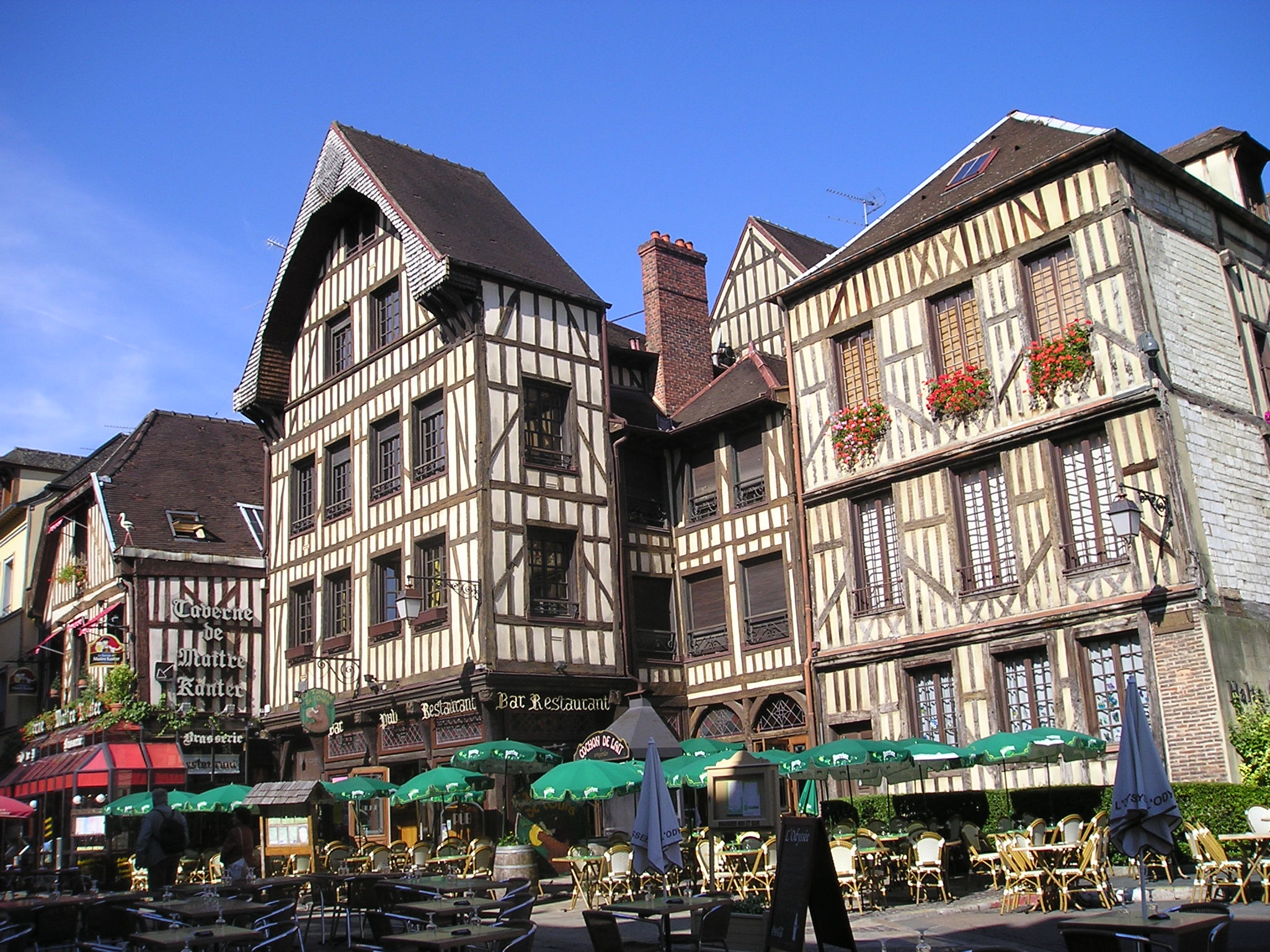
Altstadt

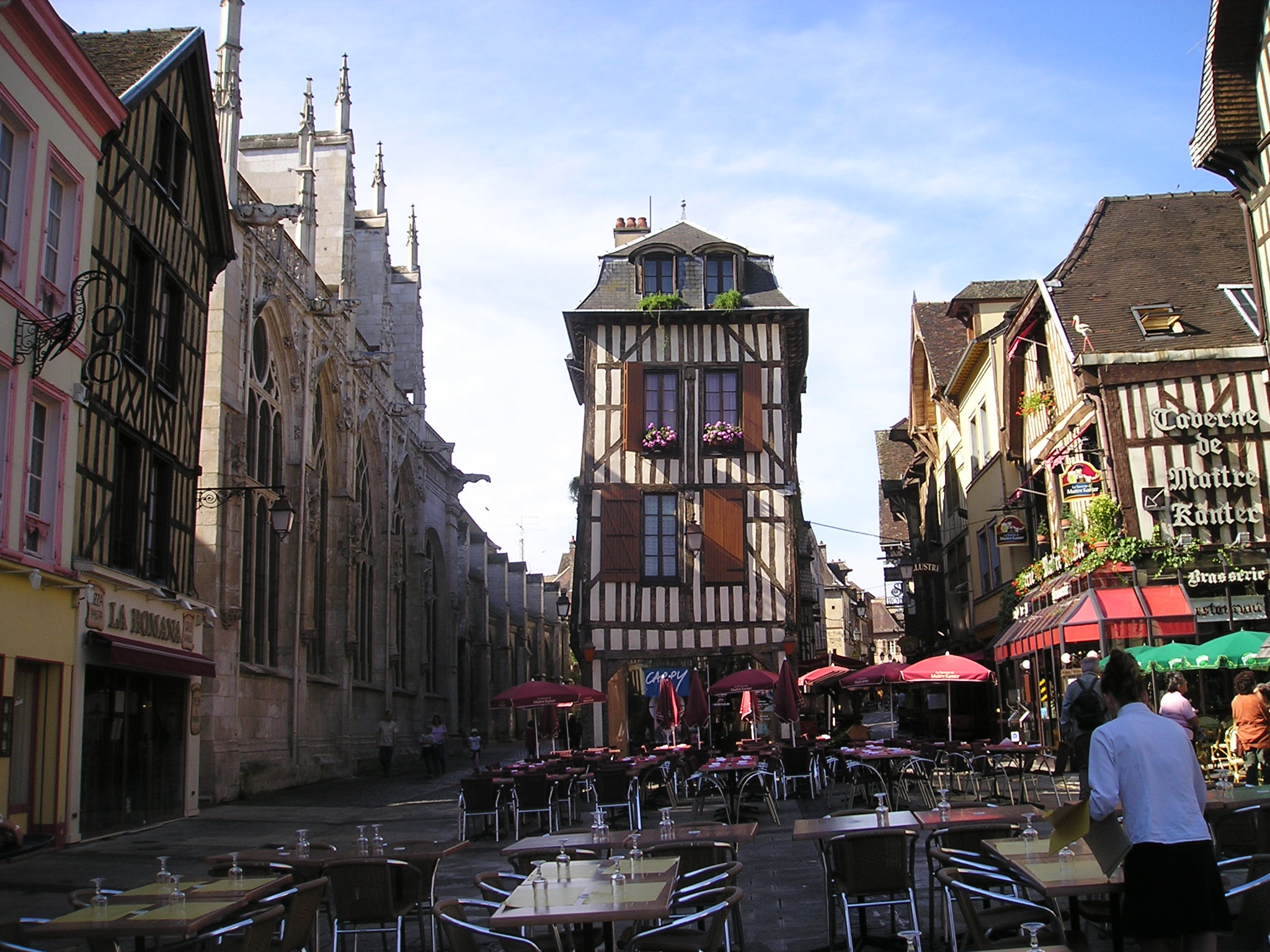
Altstadt

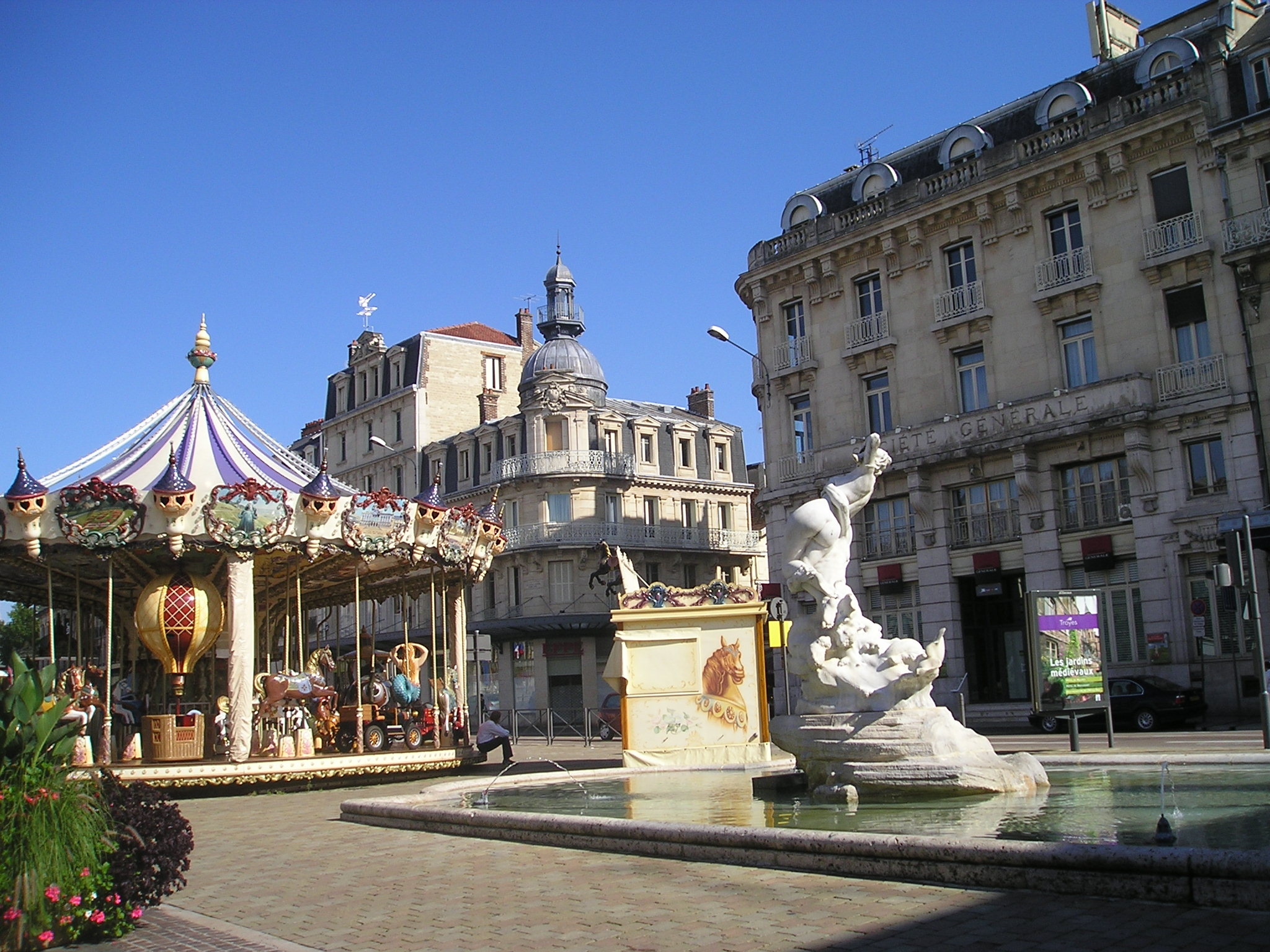
Altstadt

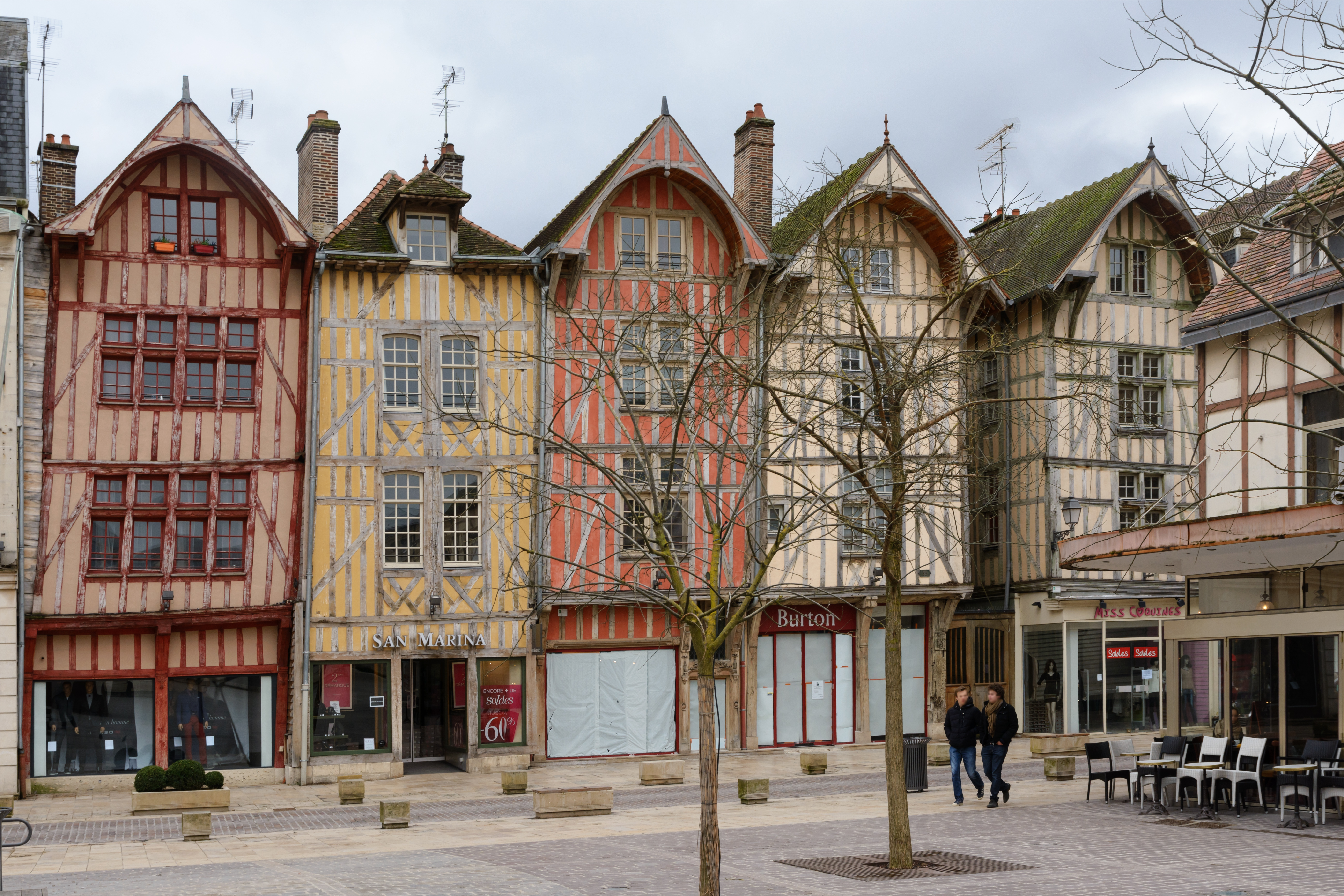
Altstadt

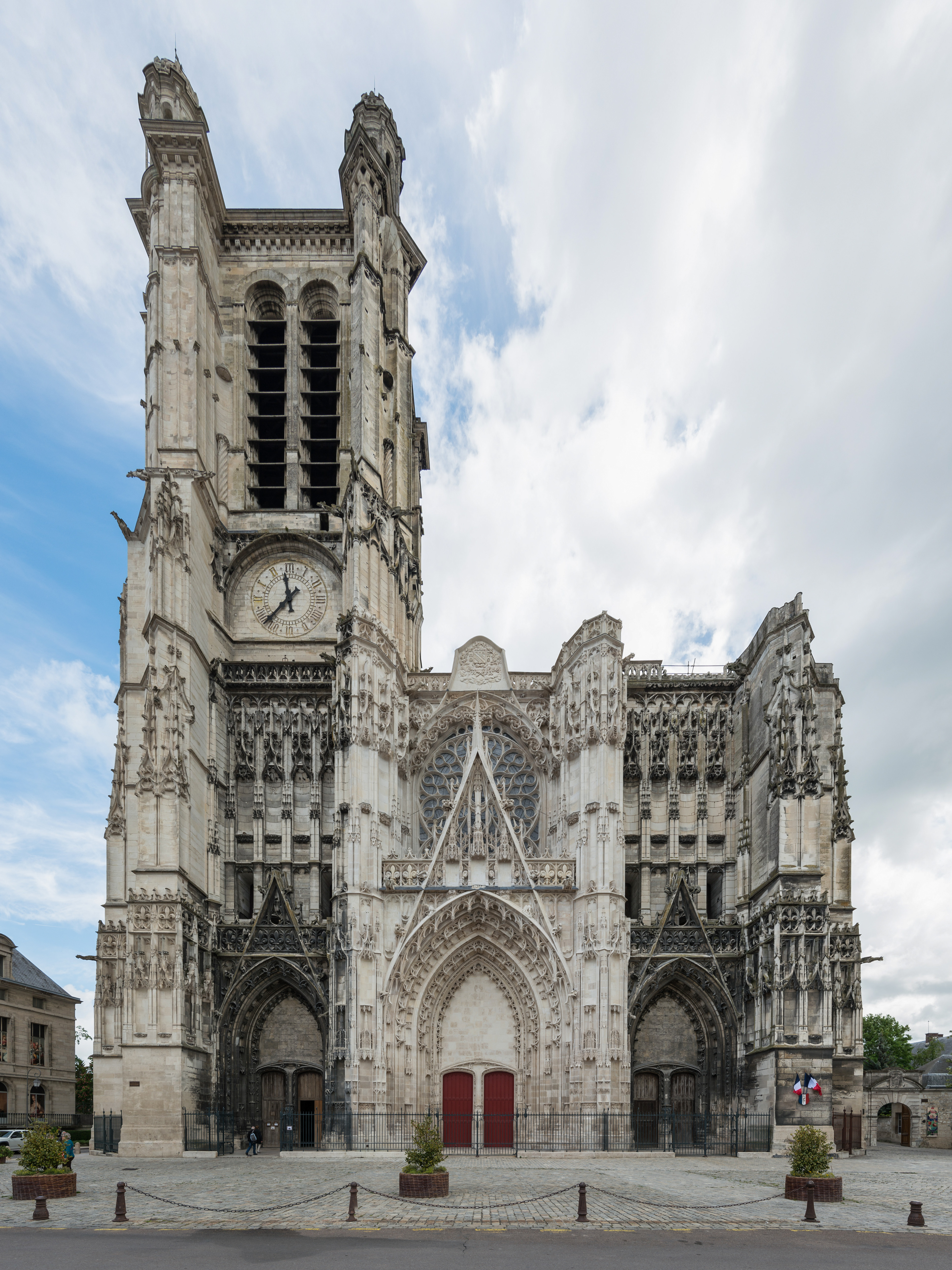
Außenansicht der Kathedrale

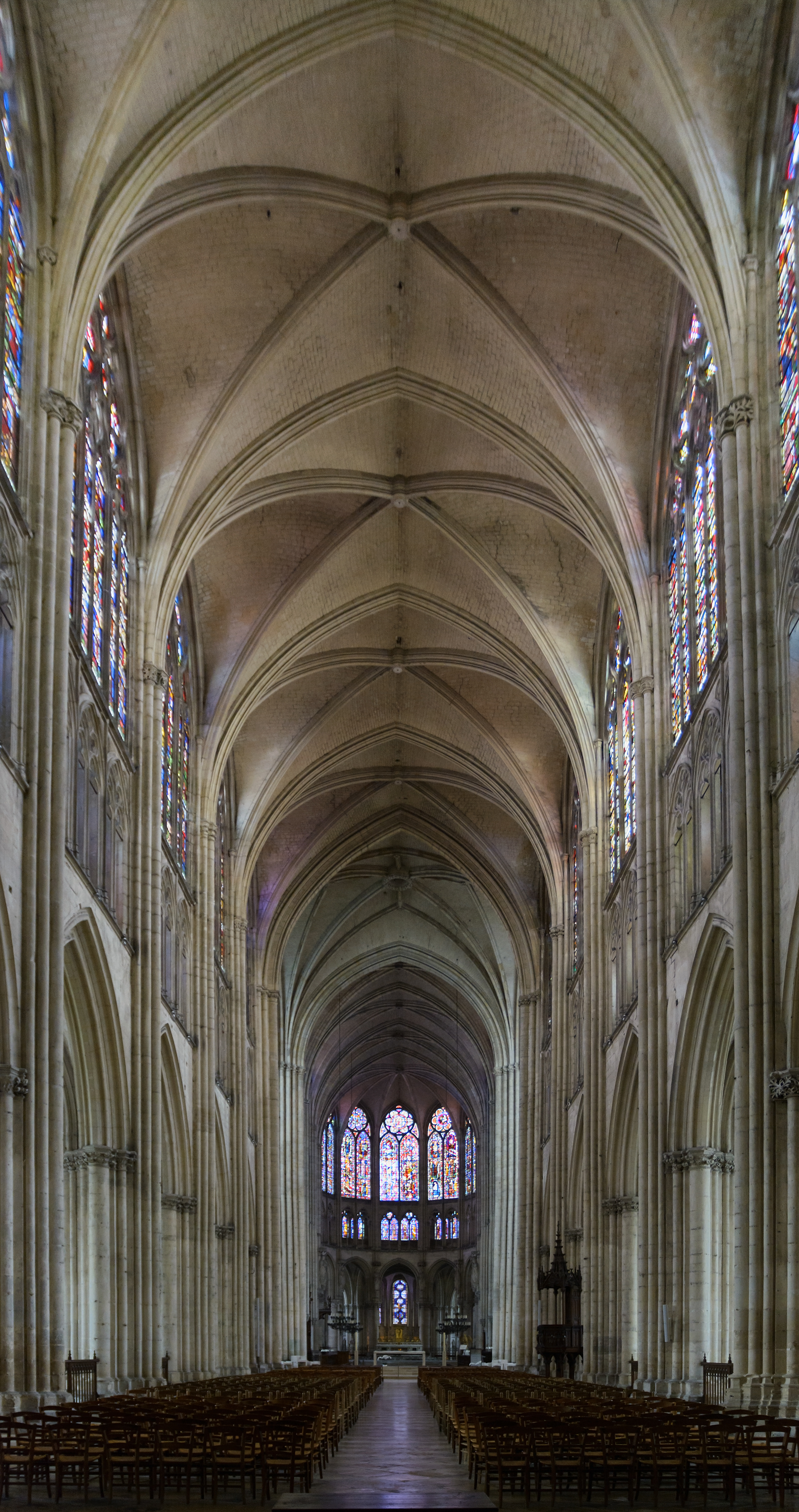
Innenraum der Kathedrale Saint-Pierre et Saint-Paul

In der Stadt wirkte unter anderem Raschi (1040–1105), einer der bedeutendsten jüdischen Gelehrten des Mittelalters. Seine berühmten Kommentare zur Bibel und zum Talmud, die er in Troyes niederschrieb, werden noch heute in den meisten jüdischen Bibeln und im Talmud mit abgedruckt. Weiterhin wirkte der mittelalterliche Dichter Chrétien de Troyes (etwa 1140–1190) in der Stadt – zu der Zeit, als Troyes Residenz der Grafen von Champagne war. Auf Chrétien de Troyes geht die Parzival-Erzählung um die Suche nach dem heiligen Gral zurück.
1107 wurde in Troyes ein Konzil abgehalten, auf dem die Gregorianischen Edikte bezüglich der Investitur erneuert wurden. 1129 fand hier ein weiteres Konzil von Troyes statt.
Ab dem 12. Jahrhundert wurden in Troyes zwei der sechs Jahrmärkte oder Messen abgehalten, für die die Champagne berühmt wurde. Hier wurden Waren von den Niederlanden (Tuch) bis Italien (Seide, orientalische Waren) gehandelt. Unter den Grafen der Champagne, die Troyes zu ihrer Hauptstadt gemacht hatten, organisierte sich auch einer der ersten europäischen Geldmärkte.
Während des Hundertjährigen Kriegs (1337–1453) schwand die Bedeutung der Stadt. Troyes lag auf dem von den Engländern besetzten Gebiet. Nicht zuletzt aus diesem Grund wurde hier am 21. Mai 1420 der Vertrag von Troyes unterzeichnet. Mit diesem Vertrag verbündeten sich der König von Frankreich Karl VI. (auf Betreiben seiner Gemahlin Isabeau), der König von England Heinrich V. und der Herzog von Burgund Philipp III., um den Kronprinzen und späteren Karl VII. von Frankreich von der Thronfolge auszuschließen. Heinrich V. erhielt mit der Hand Katharinas, der Tochter Karls VI., die Anwartschaft auf den französischen Thron nach des Schwiegervaters Tod und bis dahin die Regentschaft in Frankreich. 1429 waren die Engländer vertrieben und Jeanne d’Arc konnte den Dauphin zur Krönung nach Reims führen.
Im späten Mittelalter und der frühen Renaissance stieg Troyes zu einem der bedeutendsten Zentren der Bildhauerkunst auf, in dem unter anderem der Meister von Chaource und Jacques Bachot wirkten.
Am 24. Mai 1524 kam es zu einem verheerenden Brand, der einen großen Teil der Stadt in Schutt und Asche legte.
Eine weitere Schwächung der Stadt erfolgte durch die Verlagerung des Handels vom Landweg auf den Seeweg. Troyes wandelte sich im 16. und 17. Jahrhundert von einem Handelszentrum zu einem Zentrum der Textilindustrie. Gleichzeitig wurde die Stadt eine der Hochburgen der Hugenotten und daher durch die Aufhebung des Edikts von Nantes 1685 schwer getroffen.
Das Edikt von Troyes, erlassen von Ludwig XIII., legte 1630 fest, dass die Städte Clairmont und Montferrand zu einer Stadt namens Clermont-Ferrand zusammenzuschließen seien. Es wurde 101 Jahre später durch Ludwig XV. bestätigt.
Beim Winterfeldzug von 1814, in der Endphase der Napoleonischen Kriege, war Troyes einer der Stützpunkte der Österreicher (Böhmische Armee). Am 23. Februar 1814 beschoss die französische Artillerie Troyes, mehrere Stadtteile brannten nieder. Tags darauf nahmen die Franzosen Troyes ein. Nachdem die Franzosen am 27. Februar die Schlacht bei Bar-sur-Aube verloren hatten, rückten am 4. März 1814 die Alliierten wieder in Troyes ein.

### Troyes im Zweiten Weltkrieg
Im Zuge des Westfeldzuges drangen am 15. Juni 1940 die Truppen der deutschen Wehrmacht in Troyes ein. Ohne dass die französische Armee groß Widerstand geleistet hätte, befand sich die Stadt am 16. Juni in deutscher Hand. Bereits an den Tagen zuvor war ein Großteil der Bevölkerung aus der Stadt geflohen; von ihren etwa 80.000 Einwohnern blieben nur 4.000 zurück, größtenteils alte Menschen, schwangere Frauen, Behinderte und vergessene Kinder. Der Präfekt hatte sich abgesetzt, ein Stadtteil ging in Flammen auf, nur notdürftig kümmerten sich der Bürgermeister und ein paar Freiwillige um die Zurückgebliebenen.
Nach dem Waffenstillstand von Compiègne (1940) lag Troyes in der von den Deutschen besetzten Nordzone. Was das für das Leben der Menschen in der Stadt bedeutete, ist aus den zur Verfügung stehenden Quellen nur schwer zu ergründen. Am besten dokumentiert sind zwei Themenkomplexe: das Internierungslager in Troyes sowie Résistance und Libération.

#### Das Internierungslager Troyes
Bevor im Dezember 1940 das Internierungslager in Troyes eröffnet wurde, bestand dort bereits seit Oktober 1940 der Frontstalag 124. Er verteilte sich auf mehrere Standorte und diente vermutlich der Internierung der schwarzen und nordafrikanischen Kriegsgefangenen der französischen Armee, die die Deutschen nicht in Deutschland haben wollten. Die Schließung des Frontstalags erfolgte Anfang 1941.
Das Internierungslager in Troyes wird zumeist als Camp Jules-Ferry bezeichnet, bestand aber tatsächlich „aus zwei öffentlichen Grundschulen, der Jules-Ferry-Schule (ehemals für Jungen) und der Diderot-Schule (ehemals für Mädchen), die auf Befehl der deutschen Besatzungsmacht für diesen Zweck beschlagnahmt“ worden waren. Zu den Hintergründen der Einrichtung dieses Lagers heißt es bei Peschanski:

« C'est au nom de la sécurité des troupes que les autorités allemandes exigèrent ainsi que fussent expulsés des côtes de l'Atlantique les nomades, les Juifs et les ressortissants de puissances ennemies. D'abord internés sur place (comme au camp de Mérignac, en Gironde), ils furent ensuite transférés vers l'intérieur (à La Lande-des-Monts pour les Juifs, à La Morellerie pour les nomades, deux camps situés en Indre- et-Loire). Le commandement militaire allemand sis à Bruxelles fit de même dans la « zone rouge » côtière des départements à lui rattachés dont les « indésirables » (beaucoup d'Anglais) furent transférés à Troyes, dans la zone sous commandement parisien. »

„Im Namen der Sicherheit der Truppen verlangten die deutschen Behörden, dass Nomaden, Juden und Angehörige feindlicher Mächte von den Atlantikküsten vertrieben werden sollten. Zunächst wurden sie vor Ort interniert (z. B. im Lager Mérignac in der Gironde), dann aber ins Landesinnere verlegt (Juden nach La Lande-des-Monts, Nomaden nach La Morellerie, beides Lager in Indre-et-Loire). Das deutsche Militärkommando mit Sitz in Brüssel tat dasselbe in der "roten Zone" an der Küste der ihm zugeordneten Departements, deren "unerwünschte" Personen (viele Engländer) nach Troyes in die Zone unter Pariser Kommando gebracht wurden.“

Am 18. Dezember 1940 trafen 127 Deportierte aus dem Département Pas-de-Calais in Troyes ein, einen Tag später folgte ein zweiter Konvoi mit etwa 350 Personen sowie am 24. Februar 1941 noch einmal 129. Weitere Zugänge vermeldet die Fondation pour la Mémoire de la Déportation (FMD) für März und Mai 1941:
- März 1941: 168 Internierte, darunter 44 Juden;
- 10. Mai 1941: 350 Internierte, darunter 20 Juden.[6]

Nach Schilt/Holekamp befanden sich unter den ersten beiden Gruppen viele Frauen, Kinder und ältere Menschen. Soweit sie Briten waren, anscheinend die größte Gruppe unter den Internierten, genossen sie gewisse Sonderrechte: Sie konnten sich frei in der Stadt bewegen und in Unterkünfte außerhalb des Lagers ziehen.
Peschanski geht von einem im Juli 1941 ungeklärten Status des Lagers aus und hält es eher für ein Centre d'Hébergement (Beherbungszentrum) als für ein Internierungslager für Zivilisten – vergleichbar etwa dem schon erwähnten La Lande-des-Monts. Nach ihm befanden sich am 11. Juli 1941 211 Personen im Lager, darunter 124 Briten. Anders als Schilt/Holekamp schreibt er, dass alle Internierten die Möglichkeit gehabt hätten, außerhalb des Lagers zu wohnen, was jedoch aufgrund der Mittellosigkeit vieler Lagerbewohner nur für wenige in Frage gekommen sei. Den Briten sei zudem die Freilassung in Aussicht gestellt worden, wenn sie nicht in die verbotene Zone zurückzukehren gedachten. In der Folge hätte sich einige Frauen und die Ältesten in das Internierungslager Vittel überstellen lassen, und in Troyes seien im Dezember 1941 nur noch einige Dutzend Briten übrig geblieben. Die Diderot-Schule war schon im April 1941 als Lagerstandort zu Gunsten der Jules-Ferry-Schule aufgegeben worden.
Das Lager unterstand dem Bürgermeister von Troyes, der auch das Personal ernannte. Die Bedingungen seien schlecht gewesen (fehlende Waschgelegenheiten, kein regelmäßiges Warmwasser, schwierige Heizbedingungen), die Beschränkungen für die Häftlinge aber nicht besonders streng. Es gab keinen Zaun, und tagsüber war nur ein Polizeibeamter anwesend, nachts lediglich zwei. Letzteres könnte der Grund dafür gewesen sein, dass in den ersten drei Monaten 19 Lagerinsassen direkt aus dem Lager und vier aus dem Krankenhaus geflohen waren und weitere 23, die sich außerhalb des Lagers in Troyes aufgehalten hatten, als verschwunden galten.
In den Archives Nationales de France lagern zwei Berichte über die Situation im Camp: der Bericht eines Delegierten des Internationalen Komitees des Roten Kreuzes, anlässlich seines Besuchs im Lager am 11. Dezember 1941 sowie der Bericht von Robert Lebègue, Beauftragter der zur Vichy-Administration gehörenden Generalinspektion der Lager, anlässlich seines Besuchs am 21. Oktober 1942. Gestützt auf diesen Bericht von Lebègue gehen Schilt/Holekamp davon aus, dass in dieser ersten Phase des Lagers dieses von 776 Personen durchlaufen wurde und die höchste Belegungszahl bei 343 gelegen habe. Sie berufen sich außerdem auf Peschanski, nach dem sich im Dezember 1941 nur noch 10 Personen im Lager Troyes befunden hätten, und legen nahe, dass damit die erste Phase des Internierungslagers in Troyes beendet war.
Die FMD verzeichnet für den Februar 1942 den Zugang von 173 Internierten, alles Juden. Das könnte der Beginn der zweiten Lagerphase gewesen sein, in der die Jules-Ferry-Schule als Durchgangslager für Juden genutzt wurde, die das Vichy-Regime ab dem Sommer 1942 bei seinen Razzien festsetzte. Die Razzien richteten sich gegen jüdische Ausländer, aber es seien auch Kinder französischer Juden verhaftet worden, deren Eltern bereits inhaftiert waren. Alle bei den Razzien im Juli und Oktober 1942 Verhafteten und vorübergehend in der Jules-Ferry-Schule Internierten Juden seien nach Auschwitz transportiert worden. Die FMD listet für den Zeitraum 16. Oktober 1942 bis 31. Dezember 1943 insgesamt 5 Transporte in das Sammellager Drancy, der Zwischenstation auf dem Weg nach Auschwitz, auf, denen 94 Menschen zum Opfer fielen.
Die Belegung der Jules-Ferry-Schule mit jüdischen Internierten scheint jedoch nicht das völlige Aus für die dortige Unterbringung von Angehörigen feindlicher Mächte gewesen zu sein. Unter Berufung auf den schon erwähnten Lebègue-Bericht gehen Schilt/Holekamp davon aus, dass sich 1942 weiterhin eine kleinere Anzahl von Häftlingen in der Schule aufhielt, die denen aus der Frühphase des Lagers entsprachen. Für den
Oktober 1942 berichten sie von 42 Briten, fünf Polen, sieben Jugoslawen sowie einem griechischen und fünf französischen Juden. Von diesen 60 Personen seien 38 im Lager verpflegt worden, 22 hätten in Troyes gearbeitet und sich selbst verpflegt.
Für die Zeit danach bis zur Befreiung von Troyes liegen keine Informationen mehr über das Lager in der Jules-Ferry-Schule vor. Die FMD erwähnt lediglich noch fünf Deportationen zwischen Februar und Juli 1944, durch die insgesamt 10 Personen nach Drancy überführt worden seien.
An der Jules-Ferry-Schule erinnerte heute eine Plakette an die Zeit, in der sie als Internierungslager missbraucht wurde. (Lage)

« A la mémoire des Femmes, Enfants, // Hommes et vieillards// internés dans cette école de 1940 à 1943 // Certains disparurent // dans les camps de concentration. »

„Im Gedenken an die Frauen, Kinder, // Männer und alten Menschen//, die von 1940 bis 1943 in dieser Schule interniert waren // Einige verschwanden // in den Konzentrationslagern.“

#### Widerstand und Befreiung
Das Musée de la Résistance 1940–1945 en ligne gibt einen Überblick über die Widerstandsaktivitäten im gesamten Département Aube. Aktionen, die sich direkt auf Troyes beziehen, kommen in dieser Darstellung nur vereinzelt vor, und auch die anderen Quellen beziehen sich meist nur auf vereinzelte Ereignisse.
Das Musée de la Résistance datiert den Beginn der Widerstandsbewegung im Departement auf das Frühjahr 1941 und verweist auf einen anfangs vor allem von sozialistischen und gewerkschaftlichen Kreisen getragenen schwierigen Start der Bewegung. Man half bei Flucht und Unterbringung von Kriegsgefangenen und sammelte Informationen über deutsche Transporte. Vermutlich ab 1942 wurde auch die illegale Zeitung Libération verteilt.
Am 3. Juli 1943 fand in der Region der erste Sabotageakt an einer Eisenbahneinrichtung statt, und im September 1943 versammelten sich erstmals bewaffnete Kräfte in Les Grandes-Chapelles, etwa 15 km nördlich von Troyes. Zu der Gruppe gehörten auch einige STO-Verweigerer und aus Deutschland geflohenen Kriegsgefangene.
1944 verstärkten sich die Widerstandsaktivitäten in der Region, aber auch die Gegenschläge der deutschen Besatzungstruppen. Vier Angehörige der Francs-tireurs et partisans (FTPF), die Anfang Oktober 1943 verhaftet und im Maison d’arrêt Hennequin in Troyes festgehalten worden waren, wurden am 17. Februar 1944 vom deutschen Militärgericht in Troyes zum Tode verurteilt, weil sie Waffen versteckt hatten, die von englischen Flugzeugen abgeworfen worden waren. Dem Todesurteil folgte am 22. Februar 1944 ein makabres Schauspiel.

« Ils ont été transportés depuis la prison Hennequin de Troyes, assis sur leurs cercueils, jusqu’au Champ de tir de Creney, où le maire de la commune, Monsieur Dominez, avait reçu l’ordre des autorités allemandes de faire creuser quatre tombes. »

„Sie wurden vom Gefängnis Hennequin in Troyes, auf ihren Särgen sitzend, zum Schießplatz von Creney gebracht, wo der Bürgermeister der Gemeinde, Herr Dominez, von den deutschen Behörden den Befehl erhalten hatte, vier Gräber ausheben zu lassen.“

Die vier Widerstandskämpfer wurden am selben Tag noch erschossen und verscharrt, doch in der Nacht auf den 23. Februar 1944 kehrte Abbé Bonnard, Seelsorger im Gefängnis von Troyes, mit einigen Freunden an die Hinrichtungsstätte zurück. Sie gruben die Leichen aus und übergaben sie heimlich den Familien.
Am 22. August 1944 begann die Gestapo unter der Führung von Hartmut Pulmer zusammen mit den bretonischen Kollaborateuren der Bezen Perrot, die sich vor den vorrückenden alliierten Truppen nach Troyes zurückgezogen hatten, das Hennequin-Gefängnis zu räumen. Hier wurden seit Juni/Juli 1944 zahlreiche Kämpfer der FTPF und der Forces françaises de l’intérieur (FFI) festgehalten. 49 Gefangene wurden am späten Nachmittag auf Lastwagen zum Schießplatz von Creney gebracht und ermordet. Die Leichen der Männer wurden in drei offenen Gräbern zurückgelassen. Kein Bezen-Perrot-Mitglied wurde nach dem Krieg für dieses Massaker verurteilt, denn die meisten von ihnen waren entweder nach Deutschland geflüchtet, wo sie eingebürgert wurden, oder nach Irland.
Drei Tage nach dem Massaker in Creney drangen fast 800 amerikanische Soldaten mit Panzerfahrzeugen in das noch von fast 4.000 deutschen Soldaten gehaltene Troyes ein und eroberten mit Unterstützung der Résistance die Stadt. Am 26. August war Troyes befreit. Über die Zahl der Opfer gibt es unterschiedliche Angaben, doch insgesamt scheint Troyes das Ende des Zweiten Weltkriegs einigermaßen unbeschadet überstanden zu haben.

„Troyes wurde fast vollständig von Bombardierungen verschont und trägt keine Spuren vom Zweiten Weltkrieg, außer einigen noch sichtbaren Einschusslöchern auf der Fassade des Gebäudes mit der Hausnummer 45 in der Rue Emile-Zola. Sie sie [sic] sind Zeitzeugen des Gefechts, das sich die amerikanischen Soldaten am 26. August 1944 mit den Nationalsozialisten geliefert haben, um Letztere aus dem in ein Militärlager verwandeltes Gebäude zu vertreiben.“

An die Zeit der Besatzung und des Widerstandes erinnert in Troyes die Avenue des Martyrs de la Résistance und am Place Jean Moulin das Monument aux Martyrs de la Résistance. (Lage) Auf der Webseite des Tourismusbüros wird das Monument als das massivste und eindrucksvollste der Denkmäler in der Region vorgestellt, das allerdings an „einige Bauwerke aus Sowjetzeiten“ erinnere.

„Es scheint die Macht und die Unveränderlichkeit der Erinnerung ausdrücken zu wollen, wenn der Mensch sich zwingt, nichts zu vergessen.
Das Werk besteht aus einer 15 Meter langen Wand mit einem symbolträchtigen Fries - offensichtlich inspiriert von Picassos Guernica - und einer Statuengruppe, in der ein stehender Mann mit geballten Fäusten einen Widerstandskämpfer darstellt, zu dessen Füßen ein Deportierter liegt (man könnte diese monumentalen Skulpturen auch als Verkörperung von Leben und Tod interpretieren). Unter dem aufgerichteten Mann ist folgende Inschrift zu lesen: "Meditiere und erinnere dich."“

## Bevölkerungsentwicklung
| Jahr                       | 1962   | 1968   | 1975   | 1982   | 1990   | 1999   | 2006   | 2016   |
| Einwohner                  | 67.406 | 74.898 | 72.165 | 63.579 | 59.255 | 60.958 | 61.344 | 60.640 |
| Quellen: Cassini und INSEE |        |        |        |        |        |        |        |        |

## Wappen
Beschreibung: In Blau ein schrägrechter weißer Balken mit Mäandersaum zu beiden Seiten. Im blauen Schildhaupt drei goldene Lilien.

## Wirtschaft
Die Stadt lebt wirtschaftlich hauptsächlich vom Tourismus, von der lokalen Schmelzhütte sowie von der Textil- und Gummiindustrie. Des Weiteren wird Weinbau betrieben. Die Trauben werden fast ausschließlich zu Champagner verkeltert.
Mit über 1000 Beschäftigten ist die Firma Devanlay (Lacoste) mit Textilfabriken in Troyes ansässig. Die Devanlay S.A. ist eine der letzten Textilfirmen, die in Frankreich produzieren. Polohemden, T-Shirts, Pullover, Hemden und diverse andere Kleidungsstücke werden dort für die Modefirma Lacoste hergestellt.
Die Troy-Unze bezieht sich auf Troyes.

## Sehenswürdigkeiten
- Häuser des 16. bis 18. Jahrhunderts in der sanierten Altstadt (z. B. Hôtel Juvénal des Ursins, Hôtel Deheurles, Hôtel de Chapelaines, Hôtel de Marisy, Hôtel de Mauroy, Hôtel de Vauluisant, Hôtel du Petit Louvre, Maison de l’Orfèvre und Maison de l’Élection)
- Kirchen der Gotik und der Renaissance:
  - Kathedrale Saint-Pierre-et-Saint-Paul: 13. bis 17. Jahrhundert, mit einem Kirchenschatz und Glasgemälden aus dem 13. bis 16. Jahrhundert
  - ehemalige Stiftskirche Saint-Urbain: 1262 von Papst Urban IV. gegründet
  - Saint-Jean (14. bis 17. Jahrhundert)
  - Sainte-Madeleine: 12. bis 16. Jahrhundert, mit einem Lettner im Flamboyantstil (1508–1516)
  - Saint-Martin-des-Vignes: Renaissancekirche aus 1589–1610
  - Saint-Rémy: 14. bis 16. Jahrhundert
  - Saint-Pantaléon: 16. Jahrhundert, mit einer Barockfassade
- Musée d’Art Moderne: im Bischofspalast aus dem 16.–18. Jahrhundert
- Musée Saint-Loup: (Schöne Künste, Archäologie, Naturhistorisches) in der Abbaye St Loup aus dem 17./18. Jahrhundert
- Zentrum für Glasmalerei (Cité du Vitrail)
- Apothicairerie de l’Hôtel Dieu-le-Comte: Museum der Pharmazie aus dem 18. Jahrhundert
- Musée de Vauluisant im Hôtel de Vauluisant aus dem 16. Jahrhundert
- Maison de l’outil et de la Pensée Ouvrière: im Hôtel de Mauroy aus dem 16. Jahrhundert
- Hôtel de ville, erbaut im 17. Jahrhundert (Monument historique)
- Synagoge

## Hochschulen
- Technische Universität Troyes (Université de technologie de Troyes, UTT), eine staatliche technische Universität, die 1994 eröffnet wurde. Die Universität hat 127 Lehrkräfte. Im Jahr 2005 hatte sie 1857 eingeschriebene Studenten der Ingenieurwissenschaften.
- Groupe École supérieure de commerce de Troyes, eine private wirtschaftswissenschaftliche Grande école, welche 1992 eröffnet wurde und die von ca. 1600 Studenten besucht wird.

## Sport
- Der ES Troyes AC ist ein Profifußballverein, der derzeit (2023–24) in der Ligue 2 spielt.

## Städtepartnerschaften
- Tournai, Belgien, seit 1951
- Darmstadt, Deutschland, seit 1958
- Alkmaar, Niederlande, seit 1958
- Zielona Góra (Grünberg in Schlesien), Polen, seit 1970
- Chesterfield, Vereinigtes Königreich, seit 1973

## Persönlichkeiten
- Patroclus von Troyes († um 259), christlicher Märtyrer
- Raschi (Rabbi Schlomo ben Jizchak) (1040–1105), bekanntester jüdischer Bibelexeget
- Chrétien de Troyes (um 1140; † etwa 1190), altfranzösischer Autor
- Petrus Comestor († um 1178), Theologe
- Urban IV. (um 1200; † 1264), Papst von 1261 bis 1264
- Jacques Toussaint (1498/1499–1547), Philologe und Gräzist
- Guillaume Le Bé (1525–1598), Schriftentwerfer und Verleger
- Jean Passerat (1534–1602), Schriftsteller und Lyriker
- Pierre Pithou (1539–1596), Jurist und Gelehrter
- Denis Largentier (1557–1624), Abt von Clairvaux
- Philippe Thomassin (1562–1622), Graphiker und Kupferstecher
- Louis Legrand (1588–1664), Rechtsgelehrter
- Jacques Linard (1597–1645), Stilllebenmaler
- Pierre Mignard (1612–1695), Maler der Barockzeit
- Margareta Bourgeoys (1620–1700), Ordensgründerin und Heilige der Römisch-Katholischen Kirche
- Savez Vousplant (1624–1678), Agnostiker und Eschatologe
- François Girardon (1628–1715), Bildhauer
- Eustache Le Noble (1643–1711), Schriftsteller
- Jean-Baptiste Raisin (1655–1693), Schauspieler
- Nicolas Siret (1663–1754), Komponist, Organist und Cembalist
- Louis Brisson (1817–1908), Gründer der Oblatinnen des hl. Franz von Sales (zusammen mit Leonie Aviat) und der Oblaten des hl. Franz von Sales, (geboren im nahen Plancy-l’Abbaye), 2012 seliggesprochen.

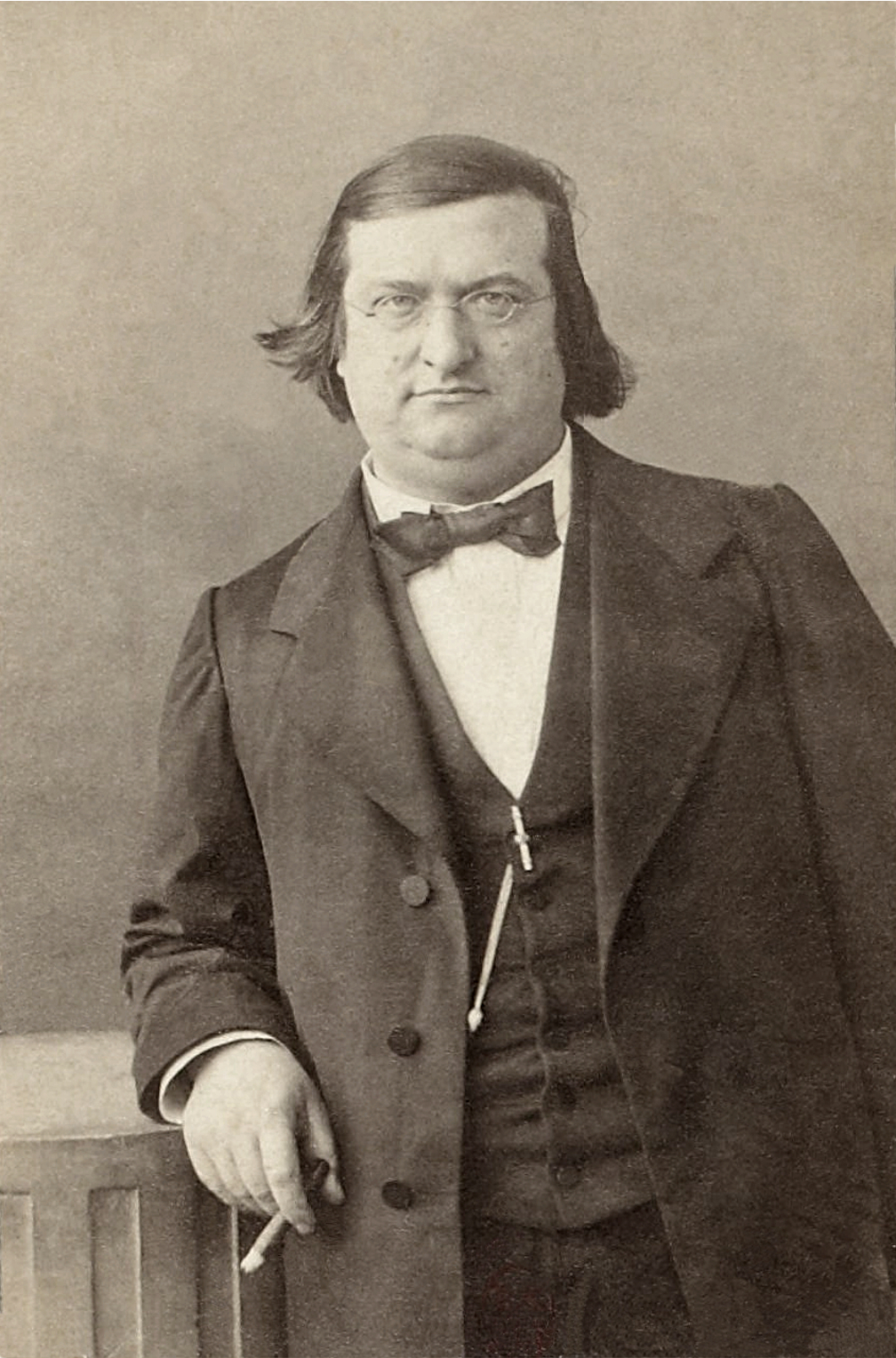
Louis Ulbach, ca. 1865

- Louis Ulbach (1822–1889), Schriftsteller und Journalist
- Félix Gustave Saussier (1828–1905), General und Abgeordneter
- Albert Mérat (1840–1909), Schriftsteller und Übersetzer
- Émile Coué (1857–1926), Begründer der modernen, bewussten Autosuggestion
- Édouard Herriot (1872–1957), Parti radical (Radikal-sozialistische Partei), Politiker der Dritten Republik, dreimal Premierminister
- Louis Abit (1886–1976), Autorennfahrer
- André Mutter (1901–1973), Politiker
- René Walter (1910–1960), Politiker, Abgeordneter der Nationalversammlung
- Jacques Siclier (1927–2013), Filmkritiker, Drehbuchautor, Historiker und Autor
- Gilbert Bozon (1935–2007), Schwimmer
- André Fevret (1941–2006), Ruderer
- Jean Tirole (* 1953), Industrieökonom, Träger des Alfred-Nobel-Gedächtnispreises für Wirtschaftswissenschaften 2014
- Régis Simon (* 1958), Radrennfahrer
- Jérôme Simon (* 1960), Radrennfahrer
- Yannick Stopyra (* 1961), Fußballspieler
- Armand de Las Cuevas (1968–2018), Radrennfahrer
- Charles Ladmiral (* 1970), Filmeditor
- Virginie Joron (* 1973), Politikerin
- Pauline Lefèvre (* 1981), Schauspielerin und Moderatorin
- Mathieu Drujon (* 1983), Radrennfahrer
- Céline Lecompère (* 1983), Shorttrackerin
- François Marque (* 1983), Fußballspieler
- Damien Perquis (* 1984), französisch-polnischer Fußballspieler
- Benoît Drujon (* 1985), Radrennfahrer
- Gaëtane Thiney (* 1985), Fußballspielerin
- Jonathan Clauss (* 1992), Fußballspieler
- Djibril Sidibé (* 1992), Fußballspieler
- Marion Norbert-Riberolle (* 1999), belgisch-französische Radrennfahrerin
- Joris Delbove (* 2000), Radrennfahrer
- Noa Isidore (* 2004), Radrennfahrer